# تفجير مجمع هشارون الثالث
التفجير الثالث في مدخل هشارون هي عمية استشهادية فدائية نفذت في 5 كانون الأول / ديسمبر 2005 في مجمع هشارون في نتانيا ، إسرائيل. قتل خمسة أشخاص في الهجوم وأصيب أكثر من 40. وأعلنت منظمة الجهاد الإسلامي الإسلامية الفلسطينية مسؤوليتها عن الهجوم، وقال حبيب خضر القيادي السياسي في الحركة في اتصال هاتفي مع الجزيرة، إنهم لا يزالون ينتظرون المعلومات من القيادة العليا والمتعلقة بمسؤولية الجهاد الإسلامي عن العملية. لكن خضر وصف هذه الهجوم بالعملية البطولية، التي أكد أنها تأتي ردا على الانتهاكات التي ترتكبها قوات الاحتلال بحق الشعب الفلسطيني.

## العملية
في يوم الاثنين الموافق 5 ديسمبر 2005 ، في حوالي الساعة 11:30 صباحًا، اقترب الفدائي الفلسطيني من مدخل مركز هشارون في مدينة نتانيا الساحلية الإسرائيلية ؛ و فجر المتفجرات المخبأة تحت ملابسه عندما اقترب من الحراس عند مدخل التفتيش الأمني. قتل خمسة أشخاص في الهجوم وأصيب أكثر من 40.
أعلنت حركة الجهاد الإسلامي الفلسطينية مسؤوليتها وسمت منفذ العملية باسم لطفي أبو سعدة، من قرية إيلار في شمال الضفة الغربية.

### القتلى
- دانيال جولاني ، 45 عاما ، نهاريا[3]
- الكسندرا جارميتسكي ، 65 عاما من نتانيا[4]
- حاييم عمرام ، 26 عاما ، من نتانيا[5]
- كينان تسوامي ، 20 عاما ، من بتاح تكفا[6]
- إيليا روزين ، 38 عاما ، من بيت حيفر[7]

## ردود الفعل الرسمية
الأطراف المعنية
- فلسطين :
- السلطة الفلسطينية أدانت الهجوم، وأصدر الرئيس محمود عباس أوامره لأجهزة الأمن بملاحقة المسؤولين عنه، وأكد كبير المفاوضين صائب عريقات أن العملية لا تخدم مصالح الفلسطينيين، بل أنها تعيق طموحاتهم بالوصول إلى الدولة المستقلة.[1]
- إسرائيل
  - أصرت الحكومة الإسرائيلية على أن السلطة الفلسطينية تحمل مسؤولية الهجوم، واتهموا عباس بالتقاعس عن اتخاذ إجراءات حازمة مع المقاومة المسلحة.

## روابط خارجية
- تفجير انتحاري في شارون مول في نتانيا - نُشر في وزارة الخارجية الإسرائيلية
- مقتل خمسة أشخاص في هجوم انتحاري إسرائيلي - نشر في بي بي سي نيوز في 5 ديسمبر 2005
- مقتل خمسة أشخاص على الأقل في الهجوم الانتحاري الإسرائيلي[وصلة مكسورة] - نُشر في التايمز في 5 ديسمبر 2005
- الانتحاري الفلسطيني يقتل نفسه و 5 آخرون بالقرب من إسرائيل مول - نُشر في صحيفة نيويورك تايمز في 6 ديسمبر 2005
- مقتل خمسة إسرائيليين في تفجير انتحاري في مول - نُشر على The Daily Telegraph في 6 ديسمبر 2005